# マーク・ビリギッティ
マーク・ロマーノ・ビリギッティ（イタリア語: Mark Romano Birighitti、1991年4月17日 - ）は、オーストラリアとイタリアのサッカー選手。元オーストラリア代表。ポジションはGK。

## クラブ歴
西オーストラリア州パース出身。地元のクラブからナショナルトレーニングセンターに抜擢され、オーストラリア国立スポーツ研究所で選手初出場となった。その後、アデレード・ユナイテッドFCでプロとなった。2008年10月17日にAリーグ初出場。試合後にはアウレリオ・ヴィドマー監督も「彼は素晴らしい仕事をしたし、将来も明るいだろう。」と褒めた。その後ユージン・ガレコヴィッチの負傷に伴って出場を重ね、AFCチャンピオンズリーグ2008決勝のガンバ大阪戦にも出場した。しかし彼もまた2008年12月17日の練習中に足首を負傷し戦線を離脱した。
2012年1月17日にニューカッスル・ユナイテッド・ジェッツFCに2年契約で移籍。ベン・ケネディ、ジャック・ダンカンを抑えてレギュラーを確保、AFCチャンピオンズリーグ2012にも出場した。2013年末に2016年夏まで契約を延長した。
2014年3月24日、ブンデスリーガのバイエル・レバークーゼンへの移籍交渉のために渡独したが、移籍は実現しなかった。
2015年10月の試合中にシェーン・スメルツに顔面を蹴られて大怪我。歯を数本折った他、顔を手術する事となった。なおスメルツは6年前にもニール・ヤング相手に顔面を蹴って大怪我を負わせていたため、大きく批判された。それでも数週間後には復帰した。
2015年1月27日にセリエBのヴァレーゼ・カルチョSSDに半年の期限付き移籍。4月25日にイタリア初出場を記録した。
2016年7月18日にプレミアリーグのスウォンジー・シティAFCに2年契約で移籍。スウォンジーでは出番が無かったため、シーズン末にヴィレムIIのトライアルに参加した。
2017年9月1日にエールディヴィジのNACブレダに2年契約で移籍。
2018年9月11日にメルボルン・シティFCに3年契約で移籍。しかし1年間出番がなかったため、双方合意で契約解除した。
2019年8月にセントラルコースト・マリナーズFCに単年契約で加入。
2022年7月21日、ダンディー・ユナイテッドFCに2年契約で移籍。

## 代表歴
一貫してオーストラリア代表として出場した。
年代別代表ではAFC U-19選手権2010、2011 FIFA U-20ワールドカップに出場した。
A代表ではEAFF東アジアカップ2013の中華人民共和国代表戦で代表初出場を記録した。